# Elezioni della Camera dei rappresentanti dell'Illinois del 1964
Le elezioni della Camera dei rappresentanti dell'Illinois del 1964 si tennero il 3 novembre dello stesso anno per il rinnovo dell'assemblea statale dell'Illinois.
A causa dell'impossibilità di ridefinire i distretti elettorali statali entro il 1963, dovuta alla serrata lotta politica tra il governatore dell'Illinois Otto Kerner, democratico, e la maggioranza repubblicana che allora deteneva il controllo del parlamento statale, per le elezioni dell'anno successivo venne fatto appello alla Corte Suprema dell'Illinois affinché venisse presa una decisione. Al rifiuto della Corte, la necessità di rinnovare per intero l'assemblea portò all'estrema soluzione di abolire tutti i distretti e sostituirli con un'unica circoscrizione provvisoria, dando così la possibilità ad ogni elettore di esprimere ben 177 voti, uno per ogni seggio della camera.
La tornata elettorale, che coincise con le elezioni presidenziali del 1964, venne dominata dal Partito Democratico di Lyndon B. Johnson, allora al massimo indice di gradimento. Complessivamente si contarono in totale più di 500 milioni di voti validi (su una popolazione residente di circa 10 500 000).

## Antefatti

### Caos legislativo dell'Illinois
Ogni dieci anni si tiene negli Stati Uniti d'America un censimento generale della popolazione, utile a ridisegnare i distretti elettorali in base alle variazioni di popolazione. Lo Stato dell'Illinois era tuttavia un'eccezione, poiché tra il 1900 e il 1950 rifiutò di ridisegnare i propri distretti, implementando quindi un sistema di rappresentanza che non teneva affatto conto della popolazione (quindi una forma di gerrymandering). Solo nel 1960, in seguito al consueto censimento decennale, in Illinois la maggioranza repubblicana designò un'apposita commissione per determinare i nuovi distretti elettorali. Grazie ad una legge statale del 1954 il Senato dell'Illinois era esentato dal ridisegno dei distretti, lasciando così soggetta alla normale prassi la sola Camera dei rappresentanti locale.
La commissione, composta anche da membri democratici, sperimentò molte difficoltà nel raggiungere un accordo coi rivali politici, entrando quindi in una fase di stallo. L'iniziale proposta repubblicana prevedeva un maggior peso politico dell'Illinois nordoccidentale, sfavorendo la città di Chicago e la regione meridionale e scontentando così la larga maggioranza locale democratica, che si oppose ferocemente a questo ridisegno. La proposta finale di ridisegno dei distretti, frutto di un compromesso democratico-repubblicano, incontrò infine l'opposizione del governatore dell'Illinois, il democratico Otto Kerner, che la definì "ingiusta" e la respinse ponendo il proprio veto. A sua volta Kerner designò una nuova commissione, che venne tuttavia boicottata dai repubblicani e fallì a sua volta il ridisegno dei distretti. Il fallimento delle commissioni si rivelò una grave mancanza amministrativa, poiché i distretti avrebbero per legge dovuti essere ridisegnati entro il 1963 poiché i precedenti non sarebbero più stati validi. Il caso, portato davanti alla Corte Suprema dell'Illinois, si rivelò estremamente spinoso, tanto che la Corte rifiutò infine di deliberare su di esso.

La scheda lenzuolo con tutti i 236 candidati

### Modalità di voto
Vista l'imbarazzante impasse, ormai a ridosso delle elezioni il governo dell'Illinois dovette adottare una soluzione estrema: secondo una normativa nazionale fino ad allora mai implementata, venne decretata l'abolizione dei vecchi distretti e l'istituzione di un unico distretto statale at-large, in cui gli elettori avrebbero potuto esprimere ben 177 voti, uno per ogni membro della Camera dei Rappresentanti statale. Ciò comportava quindi un paradosso: potendo ogni partito esprimere al massimo 118 candidati, circa un terzo dei voti possibili di un elettore sarebbero obbligatoriamente dovuti andare a membri del partito avverso, operando quindi un massiccio voto disgiunto.
Per limitare la dispersione di voti, entrambi i partiti politici designarono delle liste unitarie con tutti i propri 118 candidati, che l'elettore poteva selezionare barrando un contrassegno più grande in cima alla scheda elettorale. In alternativa, se l'elettore non avesse voluto "rinunciare" a 59 dei voti esprimibili, avrebbe potuto barrare i contrassegni dei singoli candidati. La scheda elettorale ideata era quindi di dimensioni notevoli (33 pollici di lunghezza, ovvero circa 83 cm), venendo per questo soprannominata "scheda lenzuolo" (bedsheet ballot). Venne previsto un tempo massimo di occupazione del seggio elettorale di 10 minuti per ogni elettore, e ciò, unito alla contemporaneità delle elezioni presidenziali del 1964 e a molte altre votazioni per vari incarichi politici locali, creò non pochi disagi agli elettori (in alcune contee si arrivò addirittura a dover compilare assieme quattordici schede elettorali).

### I candidati
Nel clima di estrema confusione venutosi a creare, i partiti dell'Illinois cercarono di attirare nelle proprie fila volti noti al pubblico statunitense per tentare di accaparrarsi quanti più voti possibile.
Tra i democratici era candidato Adlai Stevenson III, figlio dell'importante politico di caratura nazionale Adlai Stevenson II, la cui elezione lanciò la sua carriera politica. Altro candidato era John A. Kennedy, un imprenditore di Winnetka senza alcuna correlazione con la famiglia Kennedy ma la cui omonimia gli attirò le simpatie dell'elettorato, ancora scosso dall'assassinio di John Fitzgerald Kennedy dell'anno precedente. Altri candidati di rilievo furono: Abner Mikva, in seguito membro della Camera dei rappresentanti e consigliere della Casa Bianca; Harold Washington, poi sindaco di Chicago; Clyde L. Choate, militare premiato con la Medal of Honor; Robert F. McPartlin, più tardi condannato per truffa assieme ai milionari Bronson e Frederic Ingram.
Tra i repubblicani invece era candidato Earl D. Eisenhower, fratello minore dell'ex-presidente degli Stati Uniti d'America Dwight Eisenhower, che venne eletto. Altri candidati di rilievo furono: George Thiem, giornalista del Chicago Daily News due volte vincitore del Premio Pulitzer per il miglior giornalismo di pubblico servizio (eletto); Tom Railsback, in seguito membro della Camera dei rappresentanti nazionale (eletto); Edward H. Jenison, già rappresentante nazionale (eletto); Ralph T. Smith, poi senatore (eletto).

## Risultati e conseguenze
L'elezione, avvenuta contemporaneamente alle presidenziali del 1964, vide il trionfo dei democratici grazie alla popolarità del presidente uscente Lyndon B. Johnson. Tutti i 118 candidati democratici vennero eletti, lasciando il resto dei seggi della camera a 59 repubblicani.
I risultati dell'elezione tuttavia rimasero incerti per più di un mese a causa di sospetti brogli nella contea di DuPage, irregolarità che dovettero essere indagate prima di dichiarare i vincitori. Il candidato con più voti ricevuti risultò essere il democratico Adlai Stevenson III, con 2 417 978 preferenze, mentre il repubblicano più popolare fu Earl Eisenhower con 2 191 826; i voti totali validi furono più di 500 milioni (mentre la popolazione dell'Illinois nel 1964 era di circa 10 500 000 di abitanti, quindi vi era una sproporzione abnorme tra il numero di abitanti e il numero di voti di più di 50 volte tanto; gli stessi Stati Uniti in base al censimento del 1960 non raggiungevano i 200 milioni di abitanti).
I neoeletti rappresentanti si trovarono largamente d'accordo nel non voler ripetere le circostanze che portarono alle caotiche elezioni del 1964: nel giro di pochi anni vennero formate nuove commissioni bipartisan che portarono ad una semplificazione delle procedure amministrative e a scoraggiare così la partigianeria politica e le relative conseguenze. Nonostante questo, nella seconda metà del XX secolo vi furono altre occasioni in cui difficoltà nel ridisegno dei distretti fecero temere una nuova elezione statale at-large (circostanza poi mai verificatasi).